# パシファエ群

木星の主要な不規則衛星の軌道要素を示した図。半径方向の軸は木星からの距離、円周方向は軌道傾斜角を表している。黄色の線分は衛星の近木点距離と遠木点距離を結んだものであり、軌道離心率の大きさに対応している。円の大きさは衛星のサイズ比を表している。パシファエ群の衛星は図の中央の下方に固まっている。

パシファエ群（パシファエぐん、英語：Pasiphae group）は、木星の衛星のグループである。木星の自転方向とは逆向きに公転する逆行衛星であり、木星の不規則衛星に分類される。パシファエと類似した軌道要素を持っており、共通の起源を持つと考えられている。ただし後述するように、シノーペに関しては異なる起源を持つ可能性も指摘されている。
国際天文学連合の天体への命名に関するワーキンググループでは、ドイツの文献学者 Jürgen Blunck による提言に従い、順行軌道にある木星の衛星名は a で終わる名称、逆行軌道の衛星は e で終わる名称を付けるという方針を取っている。パシファエ群の衛星は全て逆行軌道であるため、命名されているこのグループの衛星名は全て e で終わる。

## パシファエ群の衛星
カルメ群に属していると考えられる衛星は以下の通りである。
- パシファエ (グループ最大の衛星、これに因んでグループが名付けられた)
- シノーペ (パシファエの3分の2程度の大きさ)
- カリロエ
- メガクリテ
- アウトノエ
- エウリドメ
- スポンデ
- S/2017 J 6
- S/2003 J 15 (Philophrosyne)
- S/2011 J 2
- S/2017 J 1
- ヘゲモネ
- アオエデ
- キレーネ
- コレ

その他、パシファエ群に属していると考えられるが、詳細な軌道要素がはっきりしておらず未確定なものとして、S/2003 J 4とS/2003 J 23がある。

## 特徴と起源

上の図でパシファエ群付近を拡大したもの。中央付近の一番大きい円がパシファエ、右上の2番目に大きい円がシノーペである。シノーペはやや離れた位置にあるのが分かる。

他の群との比較。赤がパシファエ群、青がアナンケ群、緑がカルメ群である。他のグループと比べてパシファエ群は軌道傾斜角の分布が広がっているのが分かる。

パシファエ群の衛星の軌道要素は、軌道長半径が2300万〜2400万km、軌道傾斜角が 145°〜158° 程度の範囲に集まっている。軌道離心率は0.25〜0.43程度の範囲にある。グループ名の由来でもあるパシファエが最大の衛星で、シノーペがその3分の2程度の大きさである。
軌道要素が似ていることから、パシファエ群の衛星は木星の重力にとらわれた小惑星が衝突によって破壊された破片であると考えられている。しかし、アナンケ群やカルメ群と比べると軌道傾斜角や軌道離心率の分布が広く (図参照)、サイズもパシファエが圧倒的に大きいわけではない (シノーペはパシファエの6割強のサイズ) という特徴を持つ。またシノーペはやや異なる軌道要素を持っている。
アナンケ群やカルメ群の衛星は母天体の一回の衝突破壊現象によって形成を説明できるのに対し、パシファエ群は一回の衝突破壊では形成できない可能性が高いと考えられている。そのため、複数回の衝突破壊が発生したか、またはグループ形成後に独立して別の小惑星が似た軌道要素で捕獲されたかという、比較的複雑な形成過程を経験した可能性がある。
軌道要素だけではなく、衛星の色指数のばらつきが見られることも、パシファエ群が複雑な経緯で形成されたという説を支持している。マゼラン望遠鏡や北欧光学望遠鏡などを用いた観測では、パシファエの表面は灰色を示し、C型小惑星と似た特徴を持つことが分かっている。しかしカリロエとメガクリテは淡い赤色を示し、シノーペは赤色でありD型小惑星に似た特徴であることが判明した。これらの理由から、シノーペはパシファエ群を形成した母天体の衝突破壊とは無関係に木星に捕獲された天体である可能性が指摘されており、本当にパシファエ群に属し、共通の起源を持っているのかははっきりとは分かっていない。
パシファエ群を形成した母天体の特性については、パシファエ群に属する衛星の総体積をもとに推定が行われている。シノーペを含めない場合、母天体の半径はパシファエとほぼ同じの 30 km と推定され、母天体の質量の 99% がパシファエとして残ったと考えられている (シノーペを含めた場合は 79%)。そのため、母天体は衝突によって大きく破壊されたわけではないことが示唆される。